# Ирицы
Ирицы — село в Шиловском районе Рязанской области в составе Тереховского сельского поселения.

## Географическое положение
Село Ирицы расположено на Окско-Донской равнине в 10 км к северо-востоку от пгт Шилово. Расстояние от села до районного центра Шилово по автодороге – 13 км.
К западу от села расположены урочища Рожок, Куцкое, Вертский городок, озера Маркино, Красное и река Тырница, к северо-востоку и юго-востоку — отдельные лесные массивы. Ближайшие населенные пункты — село Надеино, деревня Ванчур и поселок Новая Жизнь.

## Население
По данным переписи населения 2010 г. в селе Ирицы постоянно проживают 165 чел. (в 1992 — 353 чел.).
| 1859 | 1897  | 1906  | 2010 |
| ---- | ----- | ----- | ---- |
| 630  | ↗1567 | ↗1893 | ↘165 |

## Происхождение названия
Вплоть до начала XX в. село носило название Ирцы. Рязанский краевед Н. Левошин писал, что село получило свое название по имени речки Ирцы на которой расположено. Это название объясняют несколькими версиями. Наиболее приемлемой он считал ту, которая производит термин «Ирца» от финно-угорского слова «ир» — «степь», а окончанию «ца» придавал значение прилагательности. В целом Ирца означает «степная река».
В «Русско-мордовском словаре» (1971) А. П. Феоктистова «ирить» означает «живут». В «Словаре народных географических терминов» (1984) Э. М. Мурзаева «ир» — излучина, извилина, меандра реки (тюрк.); «ир» — омут, яр, глубина, крутой обрыв на дне озера или реки (коми).

## История
Окрестности села Ирицы были населены человеком издревле. В 0,3 км к северо-западу от села обнаружены неолитическая стоянка и остатки древнерусского городища XI—XIII вв.

Впервые село Ирицы упоминается в писцовых книгах Шацка и Касимова за 1658—1659 гг., где описывается следующим образом: 
«Село Ирцы, на высокой горке, на речке Ирце, а в селе церковь Успение Пречистые Богородицы древяная клетцки, а в церкве Божие милосердие, образы и книги и ризы и колокола и все церковное строение помещиково, а у церкви дворов: двор поп Прохор Юрьев, двор дьячка, двор пономаря, двор просвирница марьица Ондреева дочь з зятем з Дениском Фроловым, да у Дениски сын Гаврик да Панка да пасынок Ивашка Никитин. Пашни паханые церковные середние земли 15 чети, а добрые земли с наддачею 12 чети в поле, а в дву потомуж, сена по речке по Тынорцу 10 копен».

В окладных книгах за 1676 г. при Успенской церкви в селе Ирцы показаны 
«помещиковых 3 двора, крестьянских 75 дворов, бобыльских 11 дворов. Церковной земли — помещиковы дачи — 3 четверти в поле, в дву потомуж, сена на 10 копен».

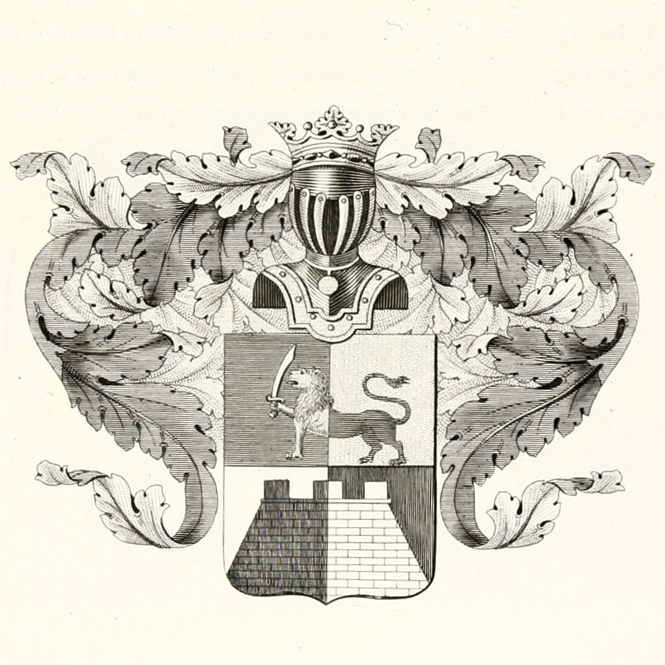
Герб рода дворян Колеминых.

В 1710 г. вместо обветшавшей старинной деревянной Успенской церкви в селе Ирцы помещиком Николаем Ивановичем Колеминым была построена на ее месте новая, также деревянная.
В середине XIX в. один из владельцев села Ирицы, помещик Фалеев, устроил здесь винокуренный завод, основанный на труде крепостных крестьян. Предприятие оставалось действующим вплоть до реформы 1861 г., отменившей крепостное право в России.
Интересно, что в селе Ирицы находилось имение родного брата композитора Модеста Петровича Мусоргского (1839+1881 гг.), Филарета Петровича. Рязанские краеведы полагают, что композитор никогда не бывал в этом имении. Но родственные чувства связывали его не только с братом, но и с его детьми, племянниками Татьяной и Георгием, которых Модест Петрович очень любил и посвятил им пьесу «Кукла» из цикла «Детская».
Во второй половине XIX в. Ирицы продолжают развиваться. В 1874 г. в селе была построена новая деревянная Успенская церковь, был учрежден и быстро набирал обороты крахмало-паточный завод, открылась земская приходская школа. Однако местное крестьянство страдало от малоземелья и нехватки общинных выгонов, сенокосов и лесов.
К 1891 г., по данным И. В. Добролюбова, в приходе Успенской церкви села Ирицы, состоявшем из одного только села, числилось 212 дворов, в коих проживало 797 душ мужского и 871 душа женского пола, в том числе грамотных — 147 мужчин и 31 женщина.
Ирицкие крестьяне приняли активное участие в аграрных беспорядках в ходе 1-й русской революции 1905—1907 гг. Уже в 1906 г. в Ирицах наблюдались неоднократные покушения крестьян на порубку помещичьего леса. В начале лета 1907 г. в селе был расквартирован отряд пеших и конных стражников, предназначенный для подавления крестьянских выступлений. 2 июля 1907 г. ирицкие крестьяне попытались самовольно скосить луга помещицы Холщевниковой. Попытки жандармов разогнать крестьян не увенчались успехом. Тогда командир отряда приказал открыть огонь. 10 раненых, 1 убитый — таков был итог расправы правительства с ирицкими крестьянами.
Октябрьская революция 1917 г. привела к значительным изменениям в жизни старинного села. В 1919 г. был национализирован, а затем прекратил работу из-за всеобщей разрухи и нерентабельности Ирицкий крахмало-паточный завод; в начале 1930-х гг. была закрыта, а потом полностью разрушена Успенская церковь.
В 1929—1930 гг. в ходе коллективизации сельского хозяйства в Ирицах был создан колхоз «Молот». В конце 1930-х гг. при нем действовал кружок агротехники, на занятиях которого 150 колхозников осваивали науку высоких урожаев.
В апреле 2011 г., благодаря спонсорской помощи благотворителя Василия Филимонова, в Ирицах была восстановлена и освящена часовня во имя святителя Николая Чудотворца, архиепископа Мирликийского у сельского кладбища.

## Социальная инфраструктура
В селе Ирицы Шиловского района Рязанской области имеются отделение почтовой связи, фельдшерско-акушерский пункт (ФАП) и библиотека.

## Транспорт
Основные грузо- и пассажироперевозки осуществляются автомобильным транспортом: село имеет выезд на проходящую поблизости автомобильную дорогу регионального значения Р125: «Ряжск — Касимов — Нижний Новгород».

## Достопримечательности
- Часовня во имя святителя Николая Чудотворца. Построена в конце XIX в. на сельском кладбище.[11]
- Памятник односельчанам, погибшим в Великой Отечественной войне 1941—1945 гг.